# The Birthday Party
A The Birthday Party videó a brit Motörhead zenekar 1985-ben megjelent koncertfilmje, melyet az együttes 10 éves fennállásának alkalmából tartott jubileumi koncerten rögzítettek a londoni Hammersmith Odeonban. A Motörhead című dalban a zenekar korábbi tagjai és a Thin Lizzy basszusgitárosa, Phil Lynott is színpadra léptek.
A felvételt 2003-ban DVD-formátumban adták ki újra, a koncert hanganyaga pedig 1990-ben jelent meg CD-lemezen.

## A koncert dalai
1. "Iron Fist"
2. "Stay Clean"
3. "The Hammer"
4. "Metropolis"
5. "Mean Machine"
6. "On the Road"
7. "Killed by Death"
8. "Ace of Spades"
9. "Steal Your Face"
10. "Nothing Up My Sleeve"
11. "(We Are) The Road Crew"
12. "Bite the Bullet"
13. "The Chase is Better Than the Catch"
14. "No Class"
15. "Overkill"
16. "Bomber"
17. "Motorhead"

## Közreműködők
- Ian 'Lemmy' Kilmister – basszusgitár, ének
- Phil Campbell – gitár
- Mike 'Würzel' Burston – gitár
- Pete Gill – dobok

### Vendégek
- 'Fast' Eddie Clarke – gitár
- Brian 'Robbo' Robertson – gitár
- Larry Wallis – gitár
- Phil 'Philthy Animal' Taylor – dobok
- Lucas Fox – gitár (eredetileg dobok)
- Phil Lynott (Thin Lizzy) – basszusgitár
- Wendy O. Williams (Plasmatics) – ének a "No Class" dalban